# Горікон (Вісконсин)
Горікон (англ. Horicon) — місто (англ. city) в США, в окрузі Додж штату Вісконсин. Населення — 3767 осіб (2020).

## Географія
Горікон розташований за координатами 43°26′41″ пн. ш. 88°38′13″ зх. д. / 43.44472° пн. ш. 88.63694° зх. д. (43.444778, -88.637063).  За даними Бюро перепису населення США в 2010 році місто мало площу 8,86 км², з яких 8,32 км² — суходіл та 0,54 км² — водойми.

## Демографія
Згідно з переписом 2010 року, у місті мешкало 3655 осіб у 1497 домогосподарствах у складі 1006 родин. Густота населення становила 413 осіб/км².  Було 1620 помешкань (183/км²).
Расовий склад населення:
| - 95,7 % — білих - 0,7 % — азіатів - 0,4 % — чорних або афроамериканців - 0,1 % — корінних американців - 1,6 % — осіб інших рас |

До двох чи більше рас належало 1,5 %. Частка іспаномовних становила 4,1 % від усіх жителів.
За віковим діапазоном населення розподілялося таким чином: 24,2 % — особи молодші 18 років, 62,4 % — особи у віці 18—64 років, 13,4 % — особи у віці 65 років та старші. Медіана віку мешканця становила 38,7 року. На 100 осіб жіночої статі у місті припадало 100,3 чоловіків;  на 100 жінок у віці від 18 років та старших — 102,0 чоловіків також старших 18 років.
Середній дохід на одне домашнє господарство  становив 59 183 долари США (медіана — 60 265), а середній дохід на одну сім'ю — 67 191 долар (медіана — 67 819). Медіана доходів становила 45 506 доларів для чоловіків та 35 509 доларів для жінок. За межею бідності перебувало 6,7 % осіб, у тому числі 6,4 % дітей у віці до 18 років та 7,2 % осіб у віці 65 років та старших.
Цивільне працевлаштоване населення становило 1774 особи. Основні галузі зайнятості: виробництво — 39,3 %, освіта, охорона здоров'я та соціальна допомога — 14,2 %, роздрібна торгівля — 13,6 %.